# Arctostaphylos

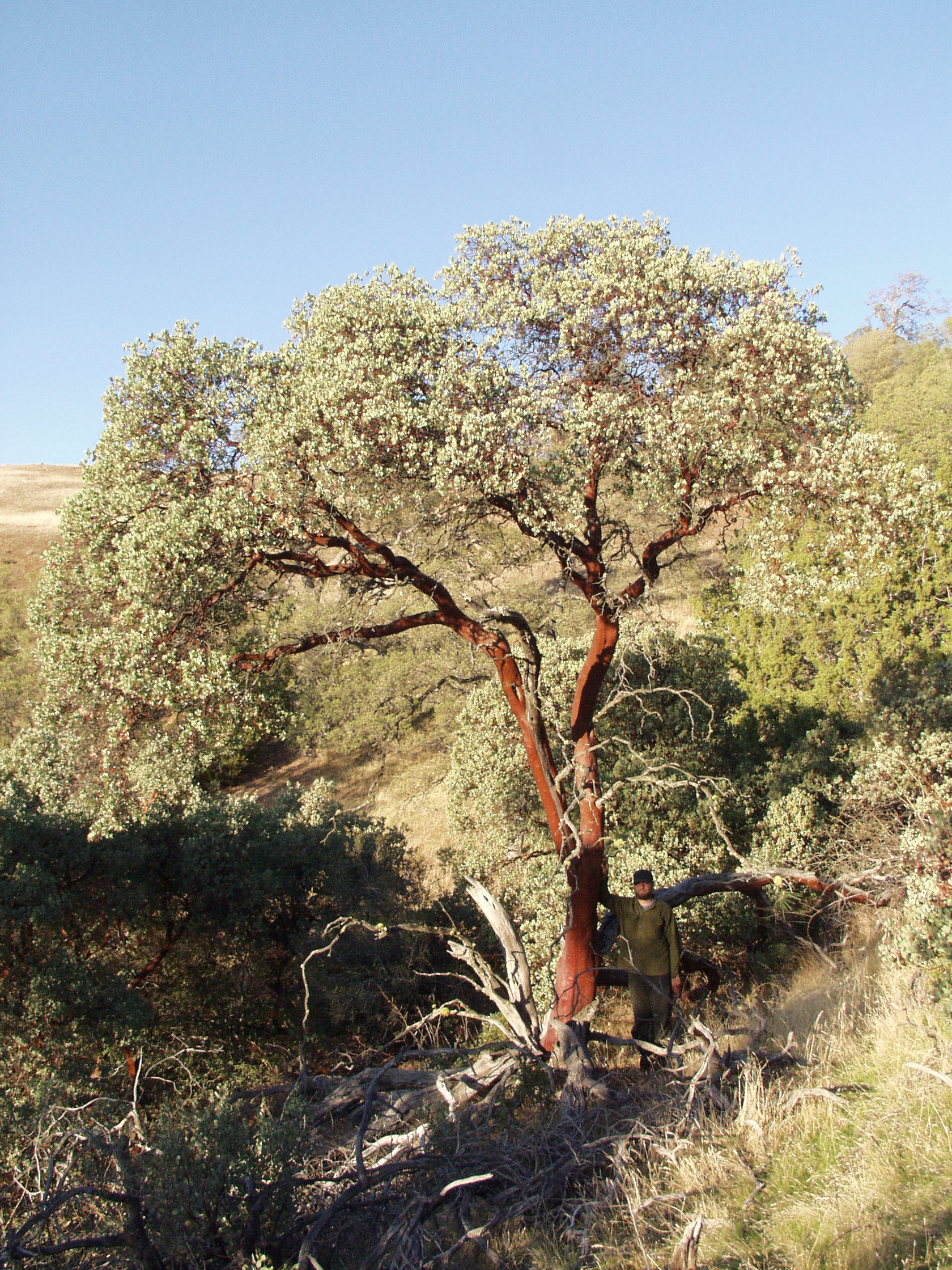
Hábito e casca de Arctostaphylos glauca.

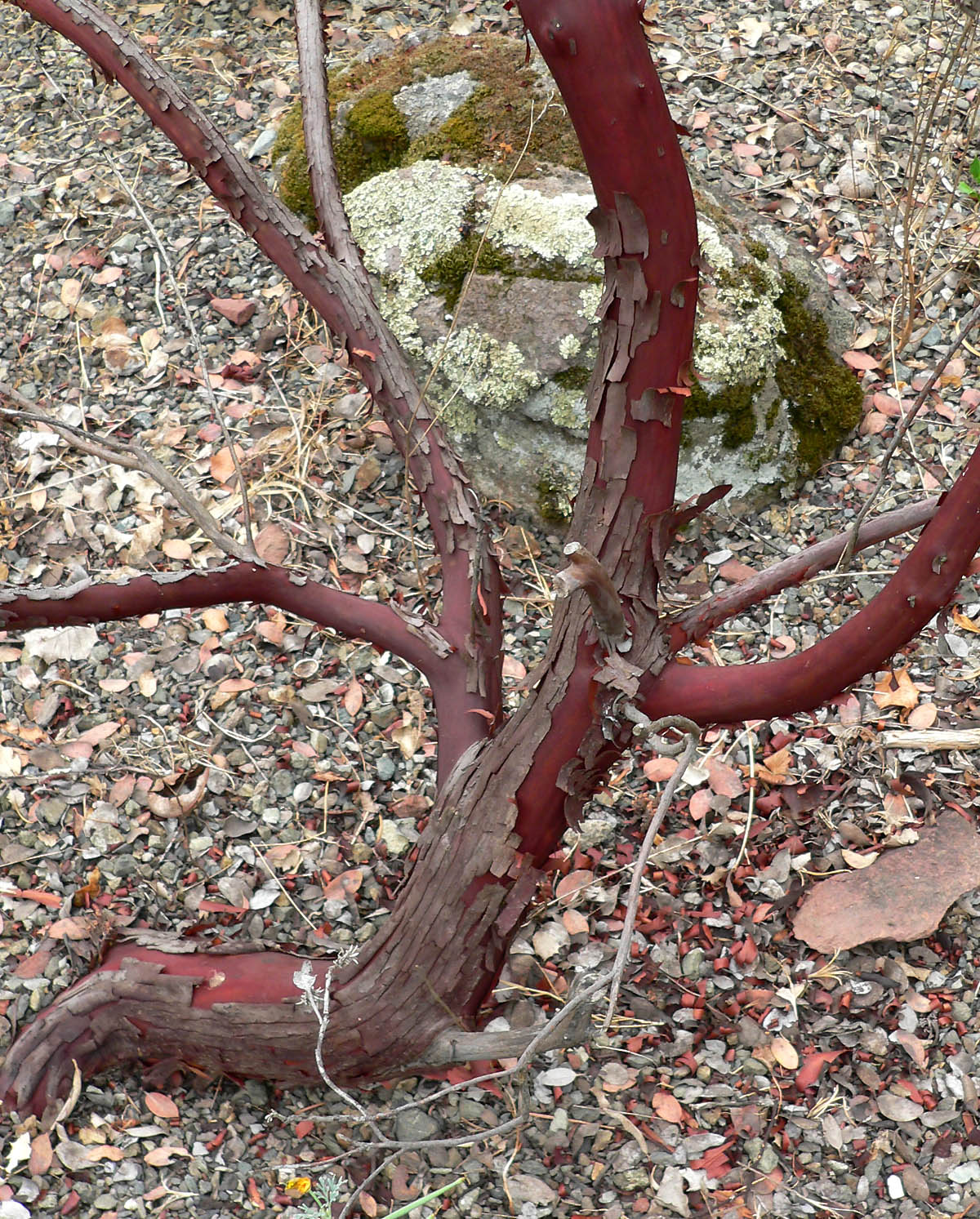
Ritidoma de Arctostaphylos otayensis.

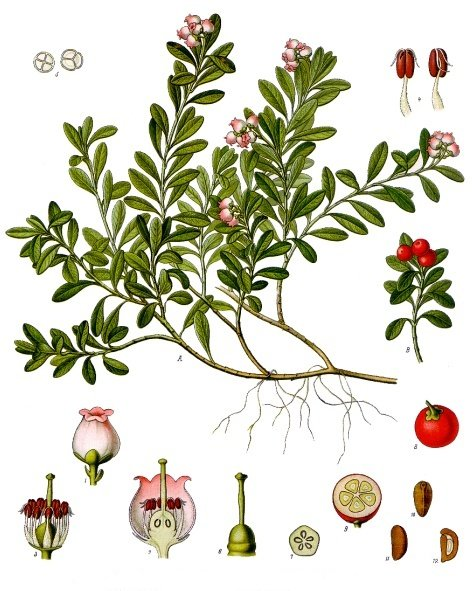
Ilustração do Köhler's Medizinalpflanzen mostrando Arctostaphylos uva-ursi.

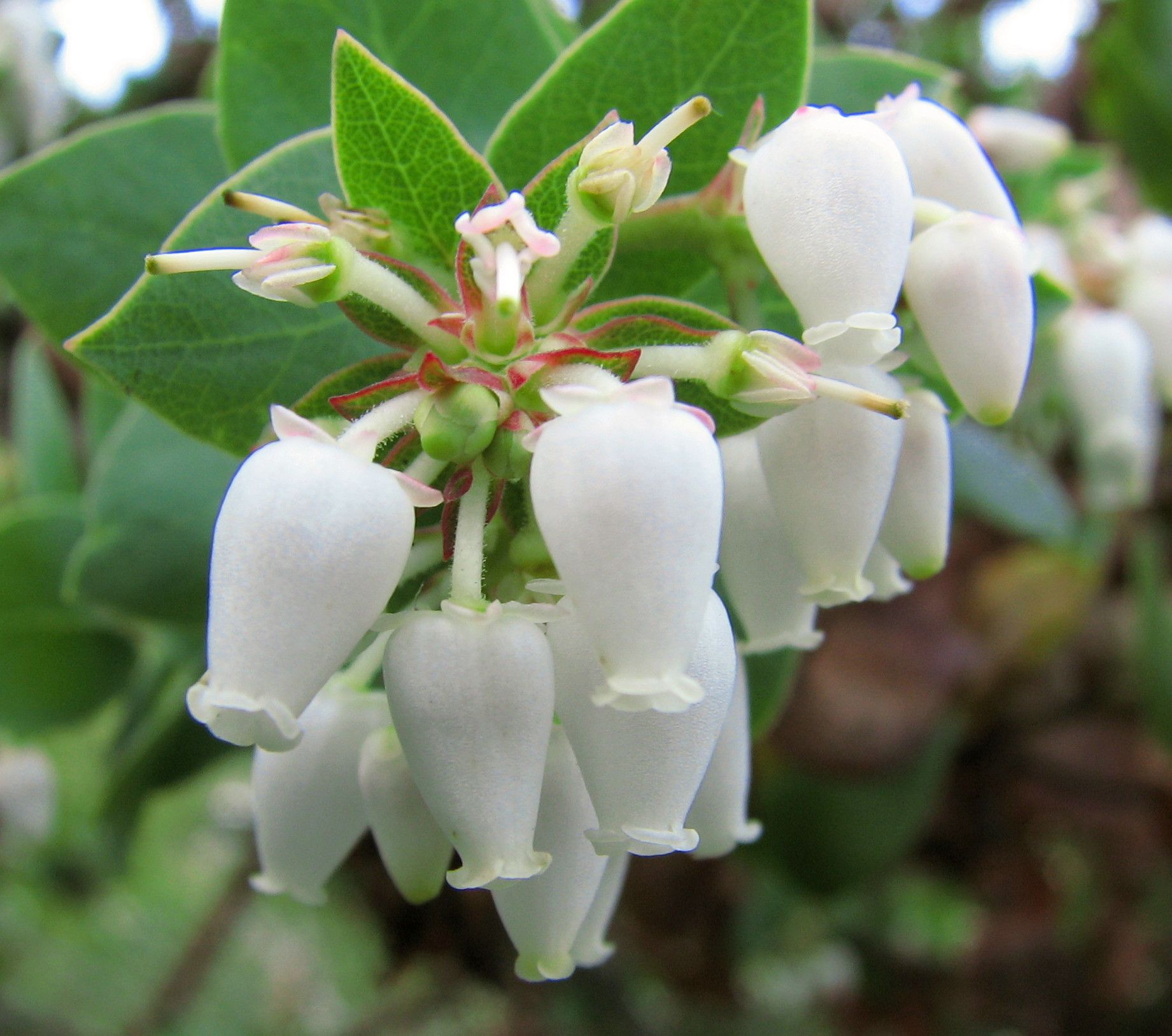
Inflorescência de Arctostaphylos pallida com flores em detalhe.

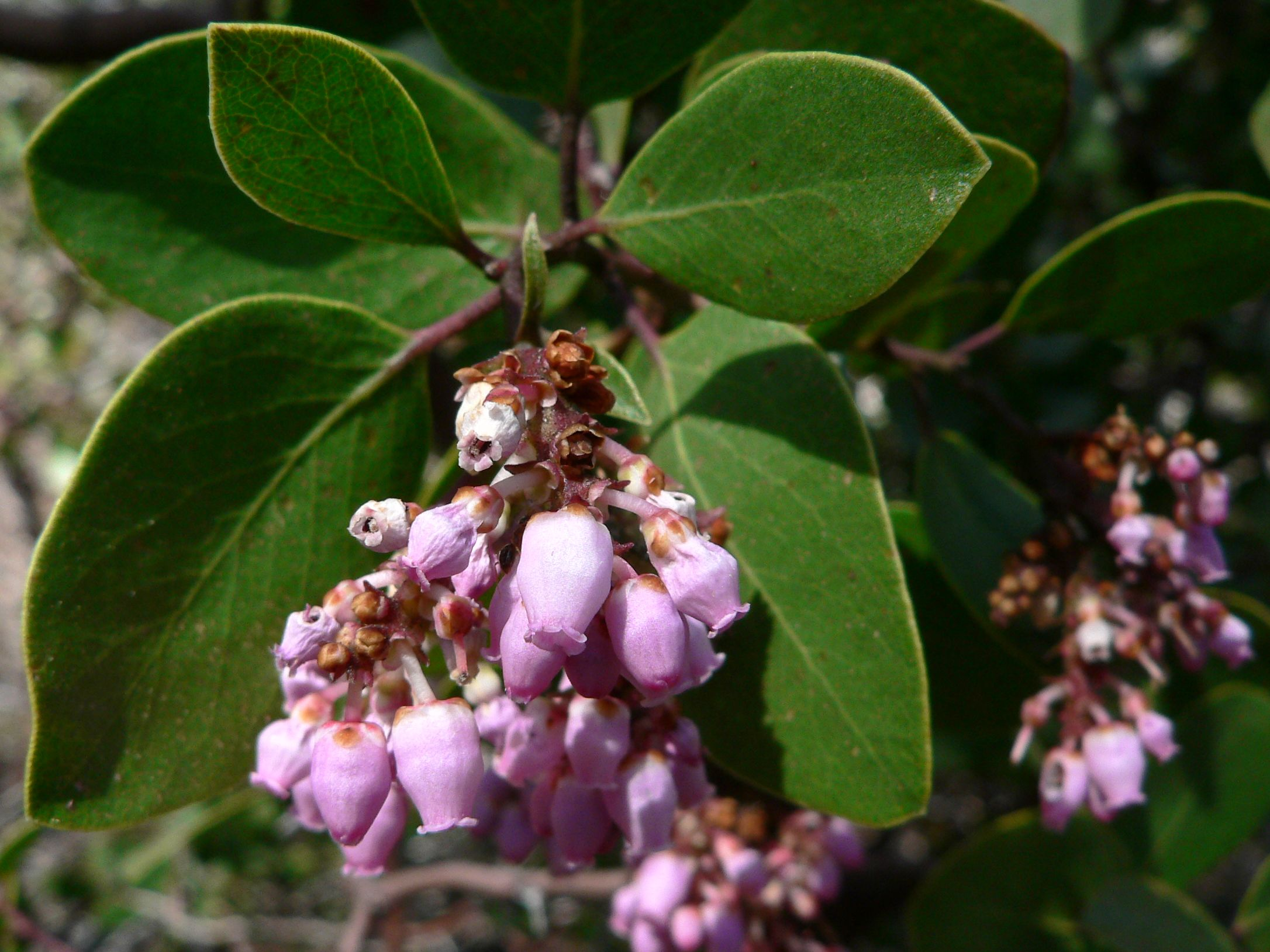
Manzanita da espécie Arctostaphylos viscida.

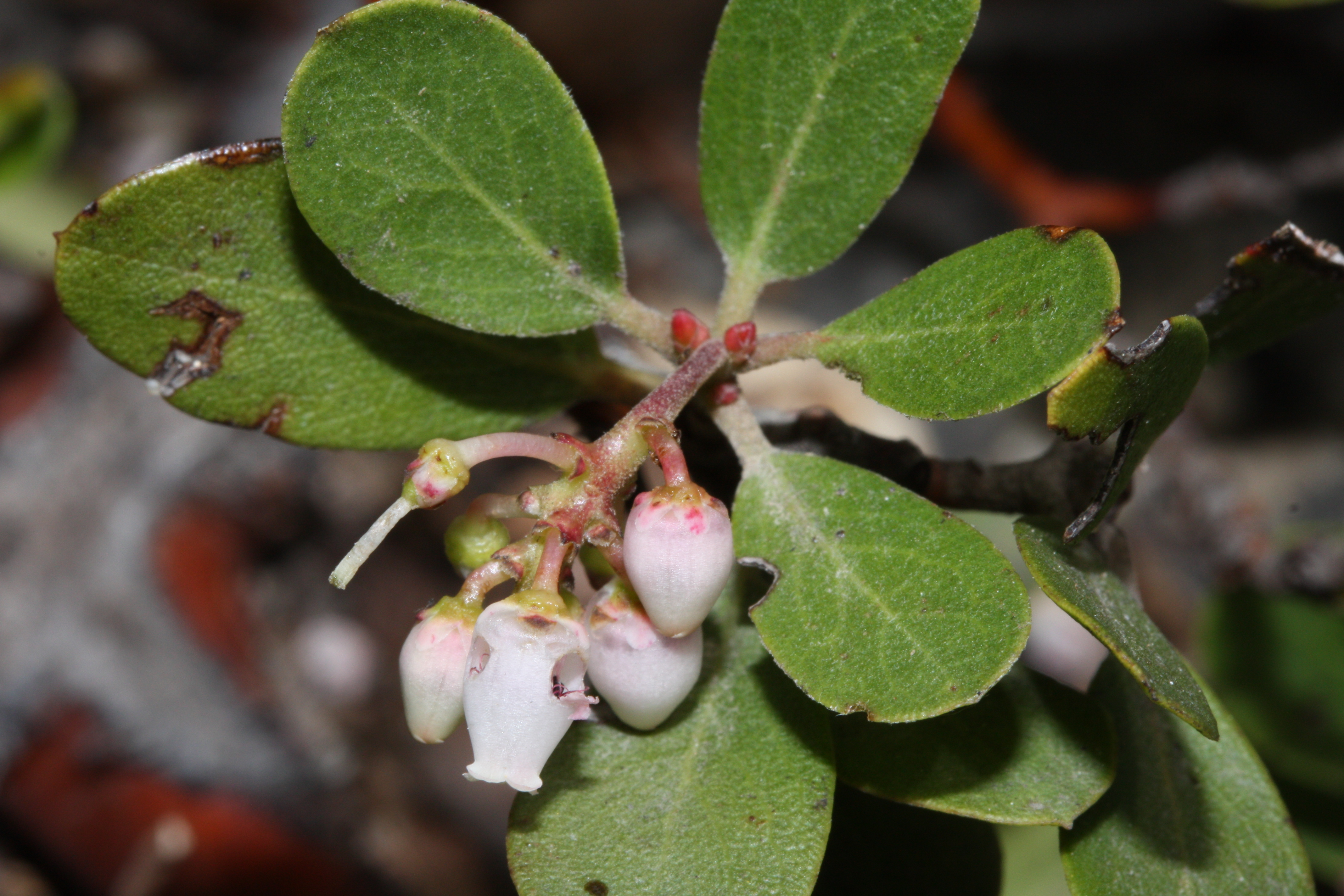
Manzanita da espécie Arctostaphylos nevadensis, espécie que ocorre do estado de Washington até à Califórnia.

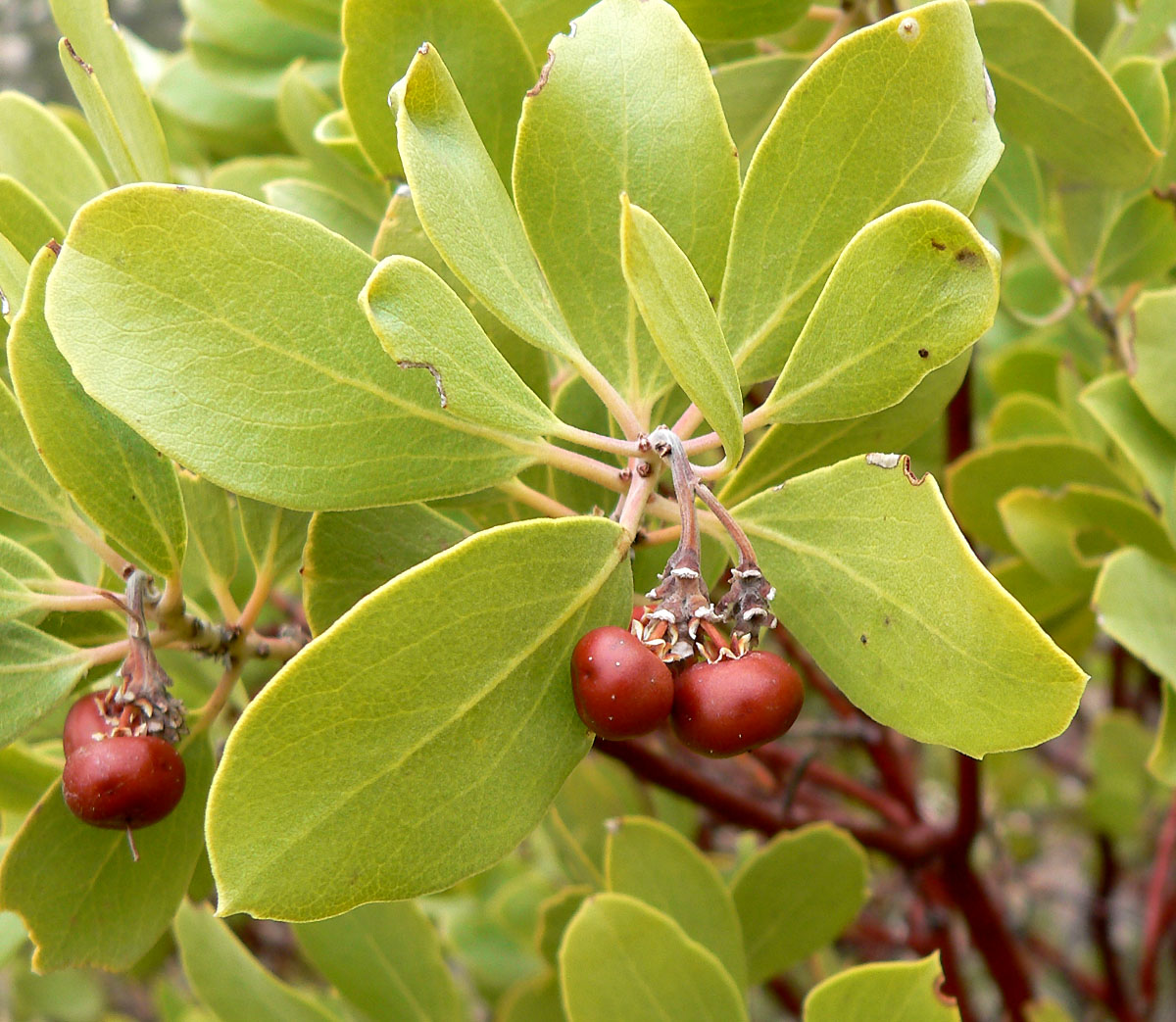
Ramo com folhas e frutos de Arctostaphylos pungens.

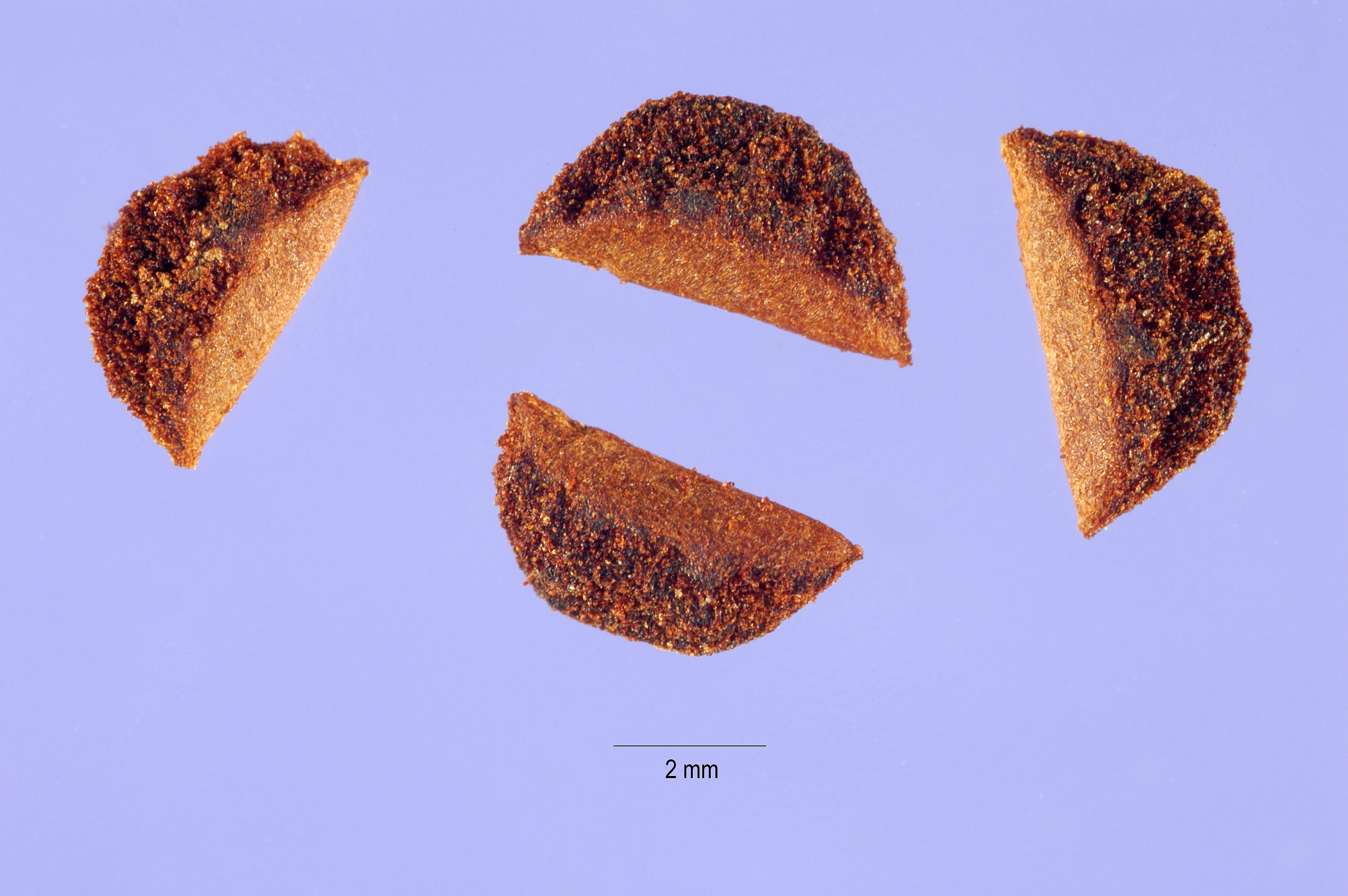
Sementes de Arctostaphylos nevadensis.

Arctostaphylos (do grego clássico: ἄρκτος, "urso"; e σταφυλή, "cacho de uvas")  é um género que agrupa cerca de 66 espécies de plantas com flor pertencentes à família Ericaceae, com distribuição natural nas regiões montanhosas da Europa, Ásia e América do Norte.

## Descrição
Os membros do género Arctostaphylos são arbustos ou pequenas arvores, nele se incluindo as espécies conhecidas pelos nomes comuns de manzanitas) e uvas-de-urso.
Conhecem-se cerca de 60 espécies de Arctostaphylos, variando desde as espécies de regiões árticas, costeiras e montanhosas que são arbustos rastejantes, a pequenas árvores de até 6 m de altura. A vasta maioria é perene (apenas se conhece uma espécie decídua), com pequenas folhas ovais de 1–7 cm de comprimento, dispostas em espiral nas hastes. As flores são em forma de sino, brancas ou rosa-pálido, agrupadas em pequenos cachos de 2–20 flores; a floração é na primavera. Os frutos são bagas pequenas, que amadurecem no verão ou no outono. As bagas de algumas espécies são comestíveis.
As espécies Arctostaphylos são usadas como plantas alimentícias por larvas de algumas espécies de Lepidoptera, incluindo a espécie Coleophora arctostaphyli, que se alimenta exclusivamente de A. uva -ursi, e Coleophora glaucella.

### Morfologia
As espécies do género Arctostaphylos são plantas perenes, lenhosas, com hábito arbustivo, em geral desenvolvendo-se como arbustos reptantes, pequenos arbustos ou pequenas árvores. Por exemplo, as espécies Arctostaphylos manzanita, Arctostaphylos hooveri e Arctostaphylos glauca são arbustos a pequenas árvores que atingem alturas de crescimento de 1 a 8 metros, o que deve ser a altura máxima de crescimento no género Arctostaphylos. As duas últimas espécies, que ocorrem na Europa Central, são arbustos prostrados de crescimento reptante.
As partes da planta acima do solo podem ter tricomas multicelulares. Os ramos são prostrados ou erectos. Dependendo da espécie, o ritidoma é avermelhado, relativamente fino, descascando com facilidade. Nas espécies Arctostaphylos morroensis, Arctostaphylos nissenana, Arctostaphylos nummularia, Arctostaphylos osoensis, Arctostaphylos pajaroensis, Arctostaphylos rudis, Arctostaphylos tomentosa, o ritidoma é resistente, de coloração acinzentada, áspero, apresentando-se em geral recoberto de fissuras. A casca dos ramos mais jovens é glabra (embora possa nalguns casos ser ligeiramente tomentosa), por vezes com indumento glandular. Dependendo da espécie, os membros do género Arctostaphylos sobrevivem a incêndios florestais, embora muitas das espécies não tenham essa resistência e morram no processo (veja em Ecologia).
Folhas
As folhas tem distribuição alternada, geralmente com uma filotaxia pouco densa, por vezes eretas, divididas, geralmente com pecíolo curto e lâmina foliar bem distinta (em algumas espécies o pecíolo não é distinto). Nas poucas espécies em que o pecíolo é relativamente curto, a filotaxia é mais densa, ocorrendo folhas sobrepostas. As folhas são na sua maioria isofaciais (ambas as faces iguais), às vezes bifaciais (faces foliares diferentes), em relação ao arranjo dos estômatos, cor e pilosidade (tricomas). As lâminas foliares são simples, coriáceas, planas a convexas, ovadas a elípticas. A margem da folha é quase inteira ou finamente dentada (por exemplo, em Arctostaphylos pacifica), raramente ciliada. A folha é quase sempre plana, raramente dobrada para trás. A superfície foliar é lisa a papilosa (podendo contudo ser áspera), podendo ser glabra ou ligeiramente pilosa.
Flores e inflorescências
Na maioria das espécies, as inflorescências persistem por quatro a seis meses, do final da primavera ao inverno, ou mesmo até o início da floração do ano seguinte (é diferente em Arctostaphylos pringlei subsp. drupacea). Tanto em inflorescências terminais simples como em inflorescências racemosas ou ramificados, assim como nos casos em que são panículas em que os ramos formam uma estrutura semelhante a um cacho de uvas, o número de flores é geralmente de 5 a 20, raramente até 50, implantadas mais ou menos densamente. As brácteas de coloração cremosa a castanho-claro são geralmente persistentes (em Arctostaphylos pringlei caem após a ântese), escamosas, triangulares ou ovais, por vezes quilhadas ou em forma de folha, estreitamente lanceoladas e planas.
As brácteas florais são muito mais curtas que as sépalas e no estágio de botão floral estão geralmente sobrepostas de maneira imbricada, mas às vezes tem inserção ampla e não se sobrepõem. Após a antese as brácteas caem e nunca estão presentes nos géneros Arctostaphylos e Arctous, embora estejam presentes nos demais géneros da subfamília Arbutoideae.
As flores são hermafroditas, actinomórficas (ou seja, com simetria radial) e pentâmeras (em Arctostaphylos nummularia e em Arctostaphylos sensitiva são tetrâmeras), com um duplo perianto. Na maioria das flores ocorrem cinco sépalas (em Arctostaphylos nummularia e Arctostaphylos sensitiva são quatro) livres e persistentes, de ovais a triangulares. As pétalas são, na maioria dos casos, cinco (em Arctostaphylos nummularia e Arctostaphylos sensitiva apenas quatro), fundidos quase ao longo de todo o seu comprimento para formar uma corola cónica ou em forma de urna, que cai cedo, que na maioria das espécies apresenta cinco, raramente quatro, lóbulos curtos. A cor das pétalas varia do branco ao rosa.
As flores apresentam um disco nectarífero intrastaminal. As flores apresentam dois verticilos, cada um com 5 (raramente 4) estames livres e férteis que não se projetam além da corola. Os estames livres e alargados são geralmente pilosos na base. Cada antera, que é em geral de coloração vermelho-escuro, apresenta dois filetes, na maior parte dos casos reflexos e filamentosos, abrindo no topo por um poro.
O ovário é superior, com duas a dez câmaras. A placentação é central livre, com apenas um óvulo por câmara. O pistilo é recto e termina num estigma capitado.
Frutos e sementes
Quando maduras, as drupas globulares ou globulares recortadas são vermelhas, castanho-avermelhadas ou castanhas. O exocarpo é coriáceo, raramente fino e liso. O mesocarpo é geralmente seco, farinhento, raramente ausente. O endocarpo contém várias sementes. Os caroços são de um a dez, podendo ser maiores que a parte externa do fruto. Cada fruto contém 1-10 sementes, livres ou agrupadas em pares ou trios ao longo das superfícies radiais do endocarpo pétreo, às vezes fundidas numa única esfera. As sementes são por vezes triangular-ovadas.
O número cromossómico básico é x = 13.

### Distribuição e ecologia
As manzanitas, nome pelo qual são conhecidas a maior parte das espécies de Arctostaphylos, estão presentes no bioma do chaparral do oeste da América do Norte, onde ocorrem do sul da Colúmbia Britânica, na costa oeste do Canadá e no estado de Washington até à Califórnia e ao Novo México, nos Estados Unidos, e em grande parte no norte e centro do México. Três espécies deste género, conhecidas por uva-de-urso, A. alpina (erva-de-urso-alpina), A. rubra (uva-vermelha) e A. uva-ursi (uva-de-urso- comum), adaptaram-se aos climas ártico e subártico e têm uma distribuição circumpolar no norte da América do Norte e da Eurásia. Uma associação incomum de manzanita ocorre em Hood Mountain, no Condado de Sonoma, Califórnia, onde são encontrados povoamentos do tipo floresta anã dominados por cipreste-de-Mendocino (Cupressus pigmaea).
Distribuição
Das aproximadamente 66 espécies que integram este género, 62 são encontradas na América do Norte. A área de distribuição natural destas espécies estende-se da região setentrional da América do Norte através do México até a América Central. Apenas algumas espécies ocorrem na Eurásia. Nenhuma espécie tem distribuição natural nos outros continentes. Na Europa Central apenas são nativas as espécies Arctostaphylos uva-ursi e Arctostaphylos alpina.
Quase todas as espécies de Arctostaphylos são provenientes da Província Floral da Califórnia, com uma distribuição que se estende do sul do Oregon através do norte da Baja California até ao México. O Centro de diversidade, ou seja o foco principal da diversidade, do género Arctostaphylos situa-se ao longo da costa central da Califórnia, onde se ocorre cerca de metade de todas as espécies.
Ao longo da costa central da Califórnia, a maioria das espécies de Arctostaphylos ocorrem em formações de vegetação que são fortemente influenciadas pelas névoas de verão. O efeito desse de clima aplica-se às espécies que ocorrem nas formações costeiras de chaparral. As espécies do géneros também ocorrem nos bordos de florestas ou em bosques, por exemplo, em associação com o pinheiro da espécie Pinus muricata. Espécies de Arctostaphylos não encontradas na área da Costa do Pacífico prosperam nas margens do deserto em bosques e florestas de chaparral.
Ecologia
As espécies do género Arctostaphylos, tal como as coníferas e outras espécies arbóreas que desenvolvem ectomicorrizas, que ocorrem nas áreas de vegetação do tipo chaparral formam uma comunidade dotada de micorrizas fúngicas] com elevada biodiversidade. O desenvolvimento de comunidades micorrízicas fúngicas  com as árvores e arbustos e os eventos relativamente comuns de fogo florestal são as principais causas que limitam a distribuição do género Arctostaphylos.
Cerca de um terço das espécies de Arctostaphylos tem uma estrutura lenhosa espessa na base do caule onde ocorrem a formação de gemas dormentes ou alternativamente apresentam nódulos de crescimento nos caules rastejantes nas áreas de enraizamento. Em ambas as adaptações morfológicas, após um incêndio florestal, quando a copa for destruída, ocorre um novo crescimento a partir dessas estruturas meristemáticas. Nas outras espécies, os incêndios florestais destroem todo o espécime e as populações são regeneradas a partir do banco de sementes presente no solo.
A maioria das espécies de Arctostaphylos prefere solos pobres em nutrientes e ácidos, geralmente pedregosos.

### Registo fóssil
Um fruto fóssil de †Arctostaphylos globula e vários frutos fósseis de †Arctostaphylos menzelii foram descritos em estratos datados do Mioceno da área de Fasterholt, perto de Silkeborg, no centro da Jutlândia, Dinamarca.

## Etnobotânica
Cultura
O cultivo das espécies do género Arctostaphylos é geralmente difícil devido a doenças fúngicas, e muitas vezes à salinidade e alcalinidade do solo. A rega aérea deve ser evitada em climas quentes. Alguns cultivars são mais fáceis de cultivar do que outros.
Usos medicinais
Os primeiros registos conhecidos de usos medicinais de espécies deste género remontam a um herbário gaulês do século XIII que refere a uva-de-urso. Na atualidade, algumas espécies são usadas em homeopatia para tratamentos de [[medicina alternativa, fazendo parte da farmacopeia de muitos países. No século XIX, era citada a uva de urso, ou Arctostaphylos uva-ursi, então conhecida pelo nome científico de Arbustus uva ursi, nome pelo qual a espécie aparece classificada no Green`s Universal Herbal.
As folhas secas da uva-de-urso-comum (Arctostaphylos uva-ursi), pulverizadas e incorporadas num extrato de solução alcoólica ou aquosa, são tradicionalmente utilizadas desde há muito como fitoterapêutica para infeções do trato urinário. O ingrediente farmacologicamente ativo é a arbutina (um glicosídeo do grupo das hidroquinonas) que tem um efeito antibacteriano na bexiga após múltiplos passos metabólicos como hidroquinona.

## Sistemática
O género Arctostaphylos foi proposto em 1763 por Michel Adanson tomando por espécie tipo a erva-de-urso-comum (Arctostaphylos uva-ursi (L.) Spreng.). São sinónimos taxonómicos para Arctostaphylos Adans. os seguintes nomes genéricos: Daphnidostaphylis Klotzsch, Xerobotrys Nutt., Mairania Neck., Schizococcus Eastw., Uva-ursi Duhamel, Uva-ursi Mill., Uva-ursi Moench. O género Arctostaphylos pertence à subfamília Arbutoideae da família das Ericaceae.
O nome genérico Arctostaphylos deriva dos vocábulos do grego clássico arktos «urso» e staphyle «uva» e é uma referência ao nome comum na generalidade das línguas europeias da espécie tipo do género, a espécie Arctostaphylos uva-ursi. Muitas das espécies de Arctostaphylos que ocorrem na América do Norte e na América Central são conhecidas pelo nome comum de manzanita, designação que é aplicada de forma generalizada ao género. Algumas espécies recebem nomes mais específicos como green-manzanita para A. patula, baker-manzanita para A. bakeriana. O nome comum foi adoptado como epíteto específico para a espécie Arctostaphylos manzanita.
Veja também o género intimamente relacionado Comarostaphylis, antes frequentemente incluído em Arctostaphylos. Na sua presente circunscrição taxonómica o género Arctostaphylos agrupa 66 espécies:As seguintes espécies são reconhecidas no género Arctostaphylos:
- Arctostaphylos alpina (L.) Spreng.
- Arctostaphylos andersonii A.Gray: Nativa da Califórnia.[16]
- Arctostaphylos auriculata Eastw.: Nativa da Califórnia.[4]
- Arctostaphylos australis Eastw.: Nativa da do norte da Baja Califórnia.[18]
- Arctostaphylos bakeri Eastw.: Ocorrem duas subespécies na Califórnia.[4]
- Arctostaphylos bolensis P.V.Wells: Nativa da do norte da Baja Califórnia.[18]
- Arctostaphylos canescens Eastw.: Ocorrem duas subespécies na Califórnia e no sudoeste do Oregon..[4]
- Arctostaphylos catalinae P.V.Wells: Nativa da ilha de Santa Catalina, Califórnia.[4]
- Arctostaphylos caucasica Lipsch.: Nativa da região do Transcáucaso.[18]
- Arctostaphylos columbiana Piper: Nativa da British Columbia, Oregon, Washington e Califórnia.[16]
- Arctostaphylos confertiflora Eastw.: Nativa da Califórnia.[16]
- Arctostaphylos crustacea Eastwood: Ocorre com 6 subespécies na Califórnia.[4]
- Arctostaphylos cruzensis Roof: Nativa da Califórnia.[4]
- Arctostaphylos densiflora M.S.Baker: Nativa da Califórnia.[16]
- Arctostaphylos edmundsii J.T.Howell: Nativa da Califórnia.[4]
- Arctostaphylos franciscana Eastwood: Nativa da Califórnia.[4]
- Arctostaphylos gabilanensis V.T.Parker & M.C.Vasey: Nativa da Califórnia.[4]
- Arctostaphylos glandulosa Eastw.: Ocorre com 8 subespécies na Califórnia, Oregon e Baja Califórnia.[16]
- Arctostaphylos glauca Lindl.: Nativa da Califórnia e norte do México.[16]
- Arctostaphylos glutinosa B.Schreib.: Nativa da Califórnia.[4]
- Arctostaphylos hispidula Howell: Nativa da Califórnia e do Oregon.[4]
- Arctostaphylos hookeri G.Don: Ocorre com 3 subespécies na Califórnia.[16]
- Arctostaphylos hooveri P.V.Wells: Nativa da Califórnia.[4]
- Arctostaphylos imbricata Eastw.: Nativa da Califórnia.[16]
- Arctostaphylos incognita J.E.Keeley, Massihi, J.Delgad. & Hirales: Nativa da Baja California.[18]
- Arctostaphylos insularis Greene & Parry: Nativa da Califórnia.[4]
- Arctostaphylos klamathensis S.W.Edwards, Keeler-Wolf & W.Knight: Nativa da Califórnia.[4]
- Arctostaphylos luciana P.V.Wells: Nativa da Califórnia.[4]
- Arctostaphylos malloryi (W.Knight & Gankin) P.V.Wells: Nativa da Califórnia.[4]
- Arctostaphylos manzanita Parry: Ocorre com 6 subespécies na Califórnia.[16]
- Arctostaphylos mewukka Merriam: Ocorrem duas subespécies na Califórnia.[4]
- Arctostaphylos montana Eastwood: Ocorrem duas subespécies na Califórnia.[4]
  - Arctostaphylos montana subsp. ravenii (P.V.Wells) V.T.Parker, M.C.Vasey & J.E.Keeley). Conhece-se apenas um clone no Presidio Park.
- Arctostaphylos montaraensis Roof: Nativa da Califórnia.[4]
- Arctostaphylos montereyensis Hoover: Nativa da Califórnia.[16]
- Arctostaphylos moranii P.V.Wells: Nativa da do norte da Baja Califórnia.[18]
- Arctostaphylos morroensis Wiesl. & B.Schreib.: Nativa da Califórnia.[16]
- Arctostaphylos myrtifolia Parry: Nativa da Califórnia.[16]
- Arctostaphylos nevadensis A.Gray: Ocorre com duas subespécies no Oregon, Washington, Nevada e Califórnia.[16]
- Arctostaphylos nissenana Merriam: Nativa da Califórnia.[4]
- Arctostaphylos nortensis (P.V.Wells) P.V.Wells: Nativa da Califórnia e do Oregon.[4]
- Arctostaphylos novoleontis Rehder: Nativa de Nuevo León.[18]
- Arctostaphylos nummularia A.Gray: Ocorrem duas subespécies na Califórnia.[16]
  - Arctostaphylos nummularia subsp. mendocinoensis (P.V.Wells) V.T.Parker, M.C.Vasey & J.E.Keeley (Sin.: Arctostaphylos mendocinoensis P.V.Wells)
  - Arctostaphylos nummularia subsp. nummularia
- Arctostaphylos obispoensis Eastw.: Nativa da Califórnia.[4]
- Arctostaphylos ohloneana M.C.Vasey & V.T.Parker: Nativa da Califórnia.[4]
- Arctostaphylos osoensis P.V.Wells: Nativa da Califórnia.[4]
- Arctostaphylos otayensis Wiesl. & B.Schreib.: Nativa da Califórnia.[4]
- Arctostaphylos pacifica Roof: Nativa da Califórnia.[4]
- Arctostaphylos pajaroensis J.E.Adams: Nativa da Califórnia.[4]
- Arctostaphylos pallida Eastw.: Nativa da Califórnia.[16]
- Arctostaphylos parryana Lemmon: Ocorre com 3 subespécies na Califórnia.[4]
- Arctostaphylos patula Greene (Sin.: Arctostaphylos acutifólia Eastw.): Nativa do Oregon, Washington, Montana, Colorado, Nevada, Califórnia, Arizona e norte do México.[16]
- Arctostaphylos pechoensis (Abrams) Dudley ex Abrams]]: Nativa da Califórnia.[4]
- Arctostaphylos peninsularis P.V.Wells: Nativa da do norte da Baja Califórnia.[18]
- Arctostaphylos pilosula Jeps. & Wiesl.: Nativa da Califórnia.[4]
- Arctostaphylos pringlei Parry: Ocorre com duas subespécies no Arizona, Nevada, Utah, Califórnia e Baja California.[4]
- Arctostaphylos pumila Nutt.: Nativa da Califórnia.[16]
- Arctostaphylos pungens Kunth: Nativa da Califórnia, Utah, Arizona, New Mexico e Texas.[16]
- Arctostaphylos purissima P.V.Wells: Nativa da Califórnia.[4]
- Arctostaphylos rainbowensis J.E.Keeley & Massihi: Nativa da Califórnia.[4]
- Arctostaphylos refugioensis Gankin: Nativa da Califórnia.[4]
- Arctostaphylos regismontana Eastw.: Nativa da Califórnia.[4]
- Arctostaphylos rudis Jeps. & Wiesl.: Nativa da Califórnia.[4]
- Arctostaphylos sensitiva Jepson: Nativa da Califórnia.[4]
- Arctostaphylos silvicola Jeps. & Wiesl.: Nativa da Califórnia.[4]
- Arctostaphylos stanfordiana Parry: Ocorre com 3 subespécies na Califórnia.[4]
- Arctostaphylos tomentosa (Pursh) Lindl.: Ocorre com 4 subespécies na Califórnia.[16]
- Arctostaphylos uva-ursi (L.) Spreng.: Com distribuição no Hemisfério Norte na Eurásia e na América do Norte até à América Central (Guatemala).[4]
- Arctostaphylos virgata Eastw.: Nativa da Califórnia.[4]
- Arctostaphylos viridissima (Eastw.) McMinn: Nativa da Califórnia.[4]
- Arctostaphylos viscida Parry: Ocorre com 3 subespécies no Oregon e na Califórnia.[16]
- Arctostaphylos wellsii W.Knight: Nativa do oeste da Califórnia.[18]